# 444 Gyptis
444 Gyptis је астероид главног астероидног појаса са пречником од приближно 163,08 km.
Афел астероида је на удаљености од 3,252 астрономских јединица (АЈ) од Сунца, а перихел на 2,290 АЈ.
Ексцентрицитет орбите износи 0,173, инклинација (нагиб) орбите у односу на раван еклиптике 10,281 степени, а орбитални период износи 1685,259 дана (4,613 године).
Апсолутна магнитуда астероида је 7,83 а геометријски албедо 0,049.
Астероид је откривен 31. марта 1899. године.